# MVP de la Temporada de la NBA
El MVP de la Temporada de la NBA (NBA Most Valuable Player Award) es un premio anual otorgado por la NBA desde la temporada 1956 al jugador más valioso de la liga regular. El ganador recibía hasta 2022 el Trofeo Maurice Podoloff, nombrado así en honor al primer comisionado (por entonces presidente) de la NBA, en activo desde la primera temporada, en 1946-47, hasta 1963. Desde 2023 el ganador recibe el Trofeo Michael Jordan en honor al ganador de 5 veces este mismo premio. La votación para el MVP se celebra una vez finalizada la temporada regular. Hasta la temporada 1979-80, el MVP era seleccionado por el voto de los jugadores. Sin embargo, desde la temporada 1981, el premio lo deciden los periodistas deportivos de los Estados Unidos y Canadá. La votación es realizada por 125 miembros; tres de cada una de las treinta ciudades de la NBA, y el resto, locutores y analistas especializados de medios de comunicación. Desde la temporada 1982-83, solo jugadores de equipos con 50 o más victorias durante la campaña han logrado ganar el premio (excepto Karl Malone en la temporada 1998-99 del cierre patronal, en la que solo se disputaron cincuenta partidos).
Kareem Abdul-Jabbar es el jugador que más veces ha ganado el premio, en seis ocasiones, seguido por Michael Jordan y Bill Russell con cinco y los cuatro de Wilt Chamberlain y LeBron James. Entre tanto, Moses Malone, Larry Bird, Magic Johnson y Nikola Jokić lo han ganado cada uno en tres ocasiones, mientras que Bob Pettit, Karl Malone, Tim Duncan, Steve Nash, Stephen Curry y Giannis Antetokounmpo lo han ganado dos veces. Solo dos rookies han conseguido ganarlo: Wilt Chamberlain en 1960 y Wes Unseld en 1969. Derrick Rose es el jugador más joven en conseguirlo a los 22 años de edad. Hakeem Olajuwon de Nigeria, Tim Duncan de las Islas Vírgenes de los Estados Unidos, Steve Nash y Shai Gilgeous-Alexander de Canadá, Dirk Nowitzki de Alemania, Giannis Antetokounmpo de Grecia, Nikola Jokić de Serbia y Joel Embiid de Camerún son los únicos ganadores del MVP que no han nacido en los Estados Unidos.
Stephen Curry en la temporada 2015-16 se convirtió en el primer jugador en la historia en ganar el premio de manera unánime.
Michael Jordan, Hakeem Olajuwon, David Robinson, Kevin Garnett y Giannis Antetokounmpo son los cinco jugadores en haber ganado el «MVP de la Temporada de la NBA» y el premio Mejor Defensor de la NBA a lo largo de sus carreras.
Sin embargo, Jordan (en la temporada 1987-88), Olajuwon (en la 1993-94) y Antetokounmpo (en la 2019-20) son los tres jugadores que han sido capaces de ganar en el mismo año ambos galardones.

## Ganadores

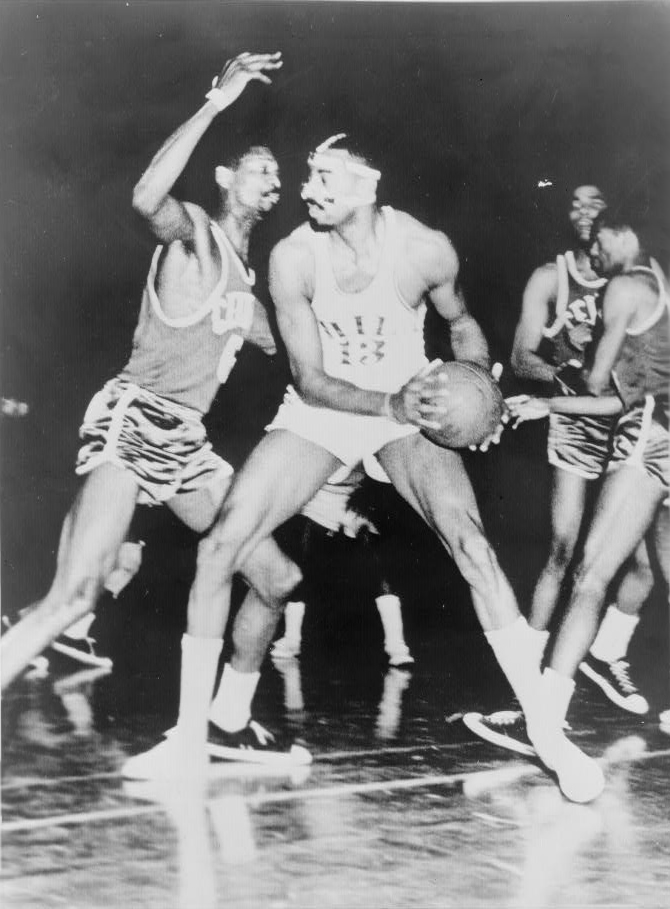
Wilt Chamberlain (dcha.) ganó el premio 4 veces en su carrera mientras que Bill Russell (izq.) lo ganó cinco veces a lo largo de su carrera.

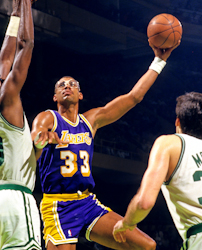
Kareem Abdul-Jabbar ganó el premio en 6 ocasiones.

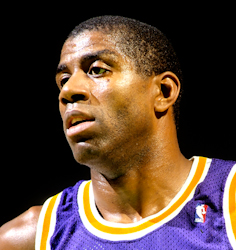
Magic Johnson ganó el premio en 3 ocasiones.

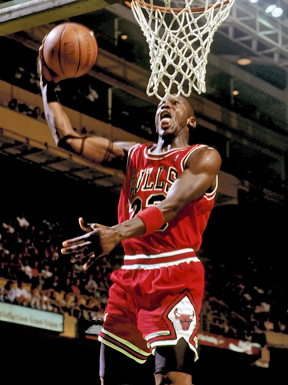
Michael Jordan ganó el premio 5 veces a lo largo de su carrera.

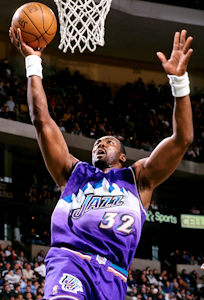
Karl Malone ganó el premio en 2 ocasiones.

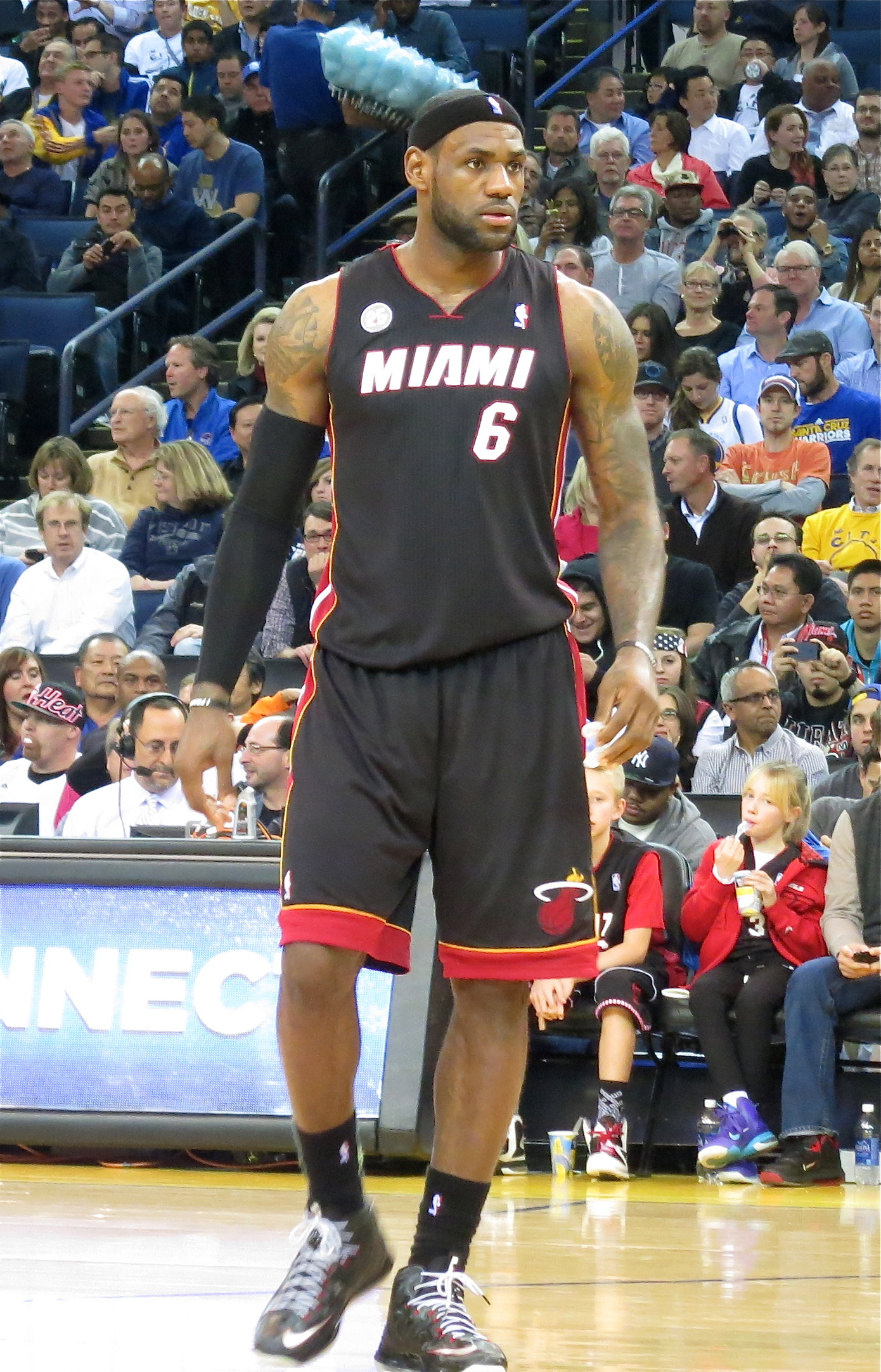
LeBron James ha ganado el premio en 4 ocasiones. LeBron y Bill Russell han sido los únicos jugadores en ganar el premio 4 veces en 5 años.

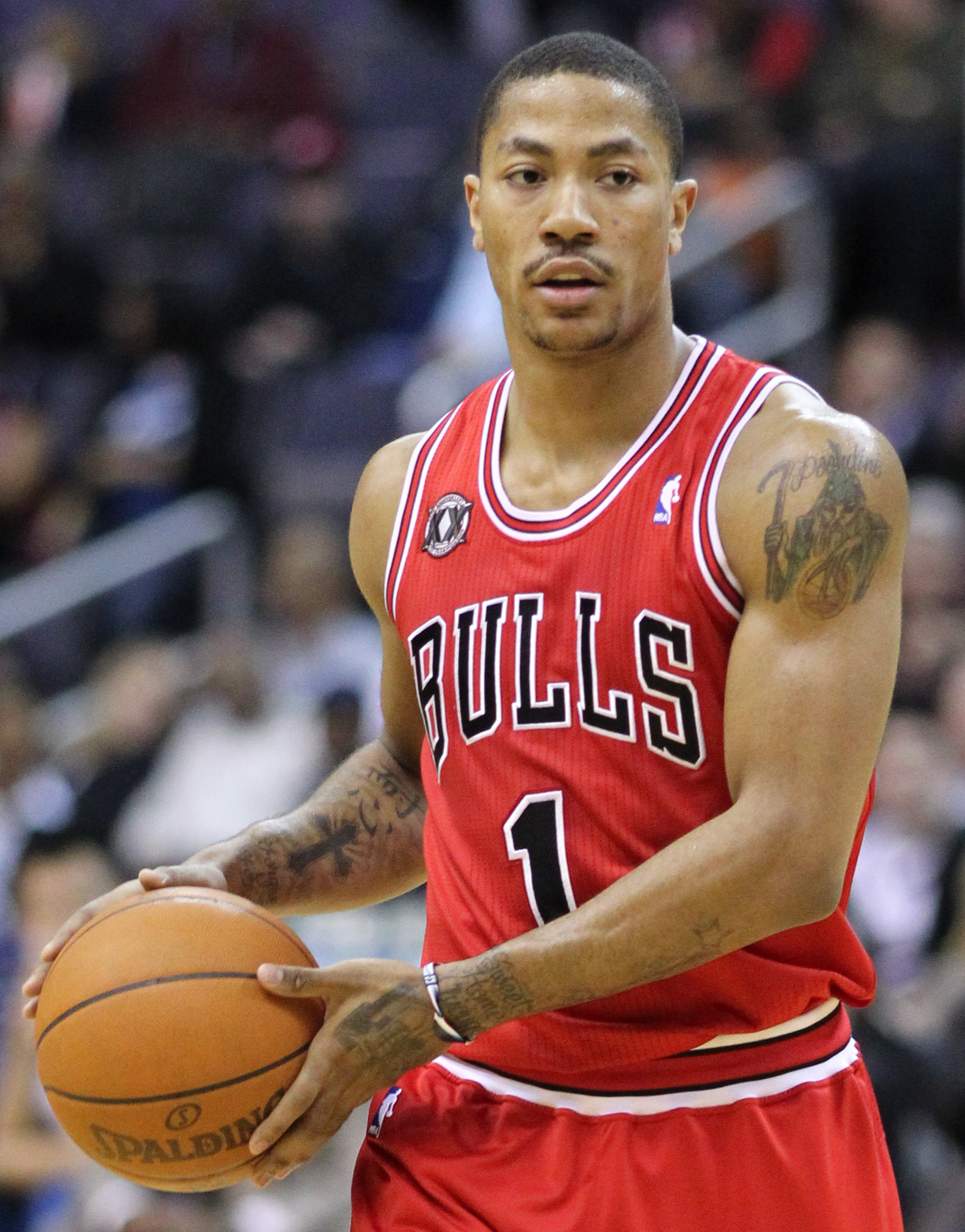
Derrick Rose se convirtió en el jugador más joven en ganar el premio a los 22 años.

|             | Jugador en activo en la NBA                                                                             |
|             | Elegido en el Salón de la Fama del Baloncesto                                                           |
|             | Su equipo se proclamó Campeón de la NBA esa misma temporada                                             |
| §           | Indica que el jugador obtuvo el Premio Bill Russell al MVP de las Finales de la NBA esa misma temporada |
| #           | Indica que el jugador obtuvo el premio Rookie del Año de la NBA esa misma temporada                     |
| Jugador (#) | Indica las veces que el jugador ha sido galardonado con el MVP de la Temporada de la NBA                |
| Equipo (#)  | Indica las veces que un jugador de este equipo ha sido galardonado con este premio                      |

| Temporada        | Jugador                   | Posición        | Nacionalidad   | Equipo                    | Ref.   |
| ---------------- | ------------------------- | --------------- | -------------- | ------------------------- | ------ |
| 1955–56 Votación | Bob Pettit (1)            | Ala-pívot       | Estados Unidos | St. Louis Hawks (1)       |        |
| 1956–57 Votación | Bob Cousy                 | Base            | Estados Unidos | Boston Celtics (1)        |        |
| 1957–58 Votación | Bill Russell (1)          | Pívot           | Estados Unidos | Boston Celtics (2)        |        |
| 1958–59 Votación | Bob Pettit (2)            | Ala-pívot       | Estados Unidos | St. Louis Hawks (2)       |        |
| 1959–60 Votación | Wilt Chamberlain (1) #    | Pívot           | Estados Unidos | Philadelphia Warriors (1) |        |
| 1960–61 Votación | Bill Russell (2)          | Pívot           | Estados Unidos | Boston Celtics (3)        |        |
| 1961–62 Votación | Bill Russell (3)          | Pívot           | Estados Unidos | Boston Celtics (4)        |        |
| 1962–63 Votación | Bill Russell (4)          | Pívot           | Estados Unidos | Boston Celtics (5)        |        |
| 1963–64 Votación | Oscar Robertson           | Base            | Estados Unidos | Cincinnati Royals         |        |
| 1964–65 Votación | Bill Russell (5)          | Pívot           | Estados Unidos | Boston Celtics (6)        |        |
| 1965–66 Votación | Wilt Chamberlain (2)      | Pívot           | Estados Unidos | Philadelphia 76ers (1)    |        |
| 1966–67 Votación | Wilt Chamberlain (3)      | Pívot           | Estados Unidos | Philadelphia 76ers (2)    |        |
| 1967–68 Votación | Wilt Chamberlain (4)      | Pívot           | Estados Unidos | Philadelphia 76ers (3)    |        |
| 1968–69 Votación | Wes Unseld #              | Pívot/Ala-pívot | Estados Unidos | Baltimore Bullets         |        |
| 1969–70 Votación | Willis Reed §             | Pívot/Ala-pívot | Estados Unidos | New York Knicks           |        |
| 1970–71 Votación | Lew Alcindor (1) §        | Pívot           | Estados Unidos | Milwaukee Bucks (1)       |        |
| 1971–72 Votación | Kareem Abdul-Jabbar (2)   | Pívot           | Estados Unidos | Milwaukee Bucks (2)       |        |
| 1972–73 Votación | Dave Cowens               | Pívot           | Estados Unidos | Boston Celtics (7)        |        |
| 1973–74 Votación | Kareem Abdul-Jabbar (3)   | Pívot           | Estados Unidos | Milwaukee Bucks (3)       |        |
| 1974–75 Votación | Bob McAdoo                | Pívot/Ala-pívot | Estados Unidos | Buffalo Braves            |        |
| 1975–76 Votación | Kareem Abdul-Jabbar (4)   | Pívot           | Estados Unidos | Los Angeles Lakers (1)    |        |
| 1976–77 Votación | Kareem Abdul-Jabbar (5)   | Pívot           | Estados Unidos | Los Angeles Lakers (2)    |        |
| 1977–78 Votación | Bill Walton               | Pívot           | Estados Unidos | Portland Trail Blazers    |        |
| 1978–79 Votación | Moses Malone (1)          | Pívot/Ala-pívot | Estados Unidos | Houston Rockets (1)       |        |
| 1979–80 Votación | Kareem Abdul-Jabbar (6)   | Pívot           | Estados Unidos | Los Angeles Lakers (3)    |        |
| 1980–81 Votación | Julius Erving             | Alero           | Estados Unidos | Philadelphia 76ers (4)    |        |
| 1981–82 Votación | Moses Malone (2)          | Pívot/Ala-pívot | Estados Unidos | Houston Rockets (2)       |        |
| 1982–83 Votación | Moses Malone (3) §        | Pívot/Ala-pívot | Estados Unidos | Philadelphia 76ers (5)    |        |
| 1983–84 Votación | Larry Bird (1) §          | Alero           | Estados Unidos | Boston Celtics (8)        |        |
| 1984–85 Votación | Larry Bird (2)            | Alero           | Estados Unidos | Boston Celtics (9)        |        |
| 1985–86 Votación | Larry Bird (3) §          | Alero           | Estados Unidos | Boston Celtics (10)       |        |
| 1986–87 Votación | Magic Johnson (1) §       | Base            | Estados Unidos | Los Angeles Lakers (4)    |        |
| 1987–88 Votación | Michael Jordan (1)        | Escolta         | Estados Unidos | Chicago Bulls (1)         |        |
| 1988–89 Votación | Magic Johnson (2)         | Base            | Estados Unidos | Los Angeles Lakers (5)    |        |
| 1989–90 Votación | Magic Johnson (3)         | Base            | Estados Unidos | Los Angeles Lakers (6)    |        |
| 1990–91 Votación | Michael Jordan (2) §      | Escolta         | Estados Unidos | Chicago Bulls (2)         |        |
| 1991–92 Votación | Michael Jordan (3) §      | Escolta         | Estados Unidos | Chicago Bulls (3)         |        |
| 1992–93 Votación | Charles Barkley           | Ala-pívot       | Estados Unidos | Phoenix Suns (1)          |        |
| 1993–94 Votación | Hakeem Olajuwon §         | Pívot           | Estados Unidos | Houston Rockets (3)       |        |
| 1994–95 Votación | David Robinson            | Pívot           | Estados Unidos | San Antonio Spurs (1)     |        |
| 1995–96 Votación | Michael Jordan (4) §      | Escolta         | Estados Unidos | Chicago Bulls (4)         |        |
| 1996–97 Votación | Karl Malone (1)           | Ala-pívot       | Estados Unidos | Utah Jazz (1)             |        |
| 1997–98 Votación | Michael Jordan (5) §      | Escolta         | Estados Unidos | Chicago Bulls (5)         |        |
| 1998–99 Votación | Karl Malone (2)           | Ala-pívot       | Estados Unidos | Utah Jazz (2)             |        |
| 1999–00 Votación | Shaquille O'Neal §        | Pívot           | Estados Unidos | Los Angeles Lakers (7)    |        |
| 2000–01 Votación | Allen Iverson             | Base/Escolta    | Estados Unidos | Philadelphia 76ers (6)    | [ 18 ] |
| 2001–02 Votación | Tim Duncan (1)            | Ala-pívot/Pívot | Estados Unidos | San Antonio Spurs (2)     | [ 19 ] |
| 2002–03 Votación | Tim Duncan (2) §          | Ala-pívot/Pívot | Estados Unidos | San Antonio Spurs (3)     | [ 20 ] |
| 2003–04 Votación | Kevin Garnett             | Ala-pívot       | Estados Unidos | Minnesota Timberwolves    | [ 21 ] |
| 2004–05 Votación | Steve Nash (1)            | Base            | Canadá         | Phoenix Suns (2)          | [ 22 ] |
| 2005–06 Votación | Steve Nash (2)            | Base            | Canadá         | Phoenix Suns (3)          | [ 23 ] |
| 2006–07 Votación | Dirk Nowitzki             | Ala-pívot       | Alemania       | Dallas Mavericks          | [ 24 ] |
| 2007–08 Votación | Kobe Bryant               | Escolta         | Estados Unidos | Los Angeles Lakers (8)    | [ 25 ] |
| 2008–09 Votación | LeBron James (1)          | Alero           | Estados Unidos | Cleveland Cavaliers (1)   | [ 26 ] |
| 2009–10 Votación | LeBron James (2)          | Alero           | Estados Unidos | Cleveland Cavaliers (2)   | [ 27 ] |
| 2010–11 Votación | Derrick Rose              | Base            | Estados Unidos | Chicago Bulls (6)         | [ 28 ] |
| 2011–12 Votación | LeBron James (3) §        | Alero           | Estados Unidos | Miami Heat (1)            | [ 29 ] |
| 2012–13 Votación | LeBron James (4) §        | Alero           | Estados Unidos | Miami Heat (2)            | [ 30 ] |
| 2013-14 Votación | Kevin Durant              | Alero           | Estados Unidos | Oklahoma City Thunder (1) | [ 31 ] |
| 2014-15 Votación | Stephen Curry (1)         | Base            | Estados Unidos | Golden State Warriors (2) | [ 32 ] |
| 2015-16 Votación | Stephen Curry (2)         | Base            | Estados Unidos | Golden State Warriors (3) | [ 33 ] |
| 2016-17 Votación | Russell Westbrook         | Base            | Estados Unidos | Oklahoma City Thunder (2) | [ 34 ] |
| 2017-18 Votación | James Harden              | Base/Escolta    | Estados Unidos | Houston Rockets (4)       | [ 35 ] |
| 2018-19 Votación | Giannis Antetokounmpo (1) | Ala-pívot       | Grecia         | Milwaukee Bucks (4)       | [ 36 ] |
| 2019-20 Votación | Giannis Antetokounmpo (2) | Ala-pívot       | Grecia         | Milwaukee Bucks (5)       | [ 37 ] |
| 2020-21 Votación | Nikola Jokić (1)          | Pívot           | Serbia         | Denver Nuggets (1)        | [ 38 ] |
| 2021-22 Votación | Nikola Jokić (2)          | Pívot           | Serbia         | Denver Nuggets (2)        | [ 39 ] |
| 2022-23 Votación | Joel Embiid               | Pívot           | Camerún        | Philadelphia 76ers (7)    | [ 40 ] |
| 2023-24 Votación | Nikola Jokić (3)          | Pívot           | Serbia         | Denver Nuggets (3)        | [ 41 ] |
| 2024-25 Votación | Shai Gilgeous-Alexander   | Base            | Canadá         | Oklahoma City Thunder (3) | [ 42 ] |

### Palmarés
* En negrita, los jugadores en activo
| Jugador                 | Trofeos | Años galardonado                                     |
| ----------------------- | ------- | ---------------------------------------------------- |
| Kareem Abdul-Jabbar     | 6       | 1970-71, 1971-72, 1973-74, 1975-76, 1976-77, 1979-80 |
| Bill Russell            | 5       | 1957-58, 1960-61, 1961-62, 1962-63, 1964-65          |
| Michael Jordan          | 5       | 1987-88, 1990-91, 1991-92, 1995-96, 1997-98          |
| Wilt Chamberlain        | 4       | 1959-60, 1965-66, 1966-67, 1967-68                   |
| LeBron James            | 4       | 2008-09, 2009-10, 2011-12, 2012-13                   |
| Moses Malone            | 3       | 1978-79, 1981-82, 1982-83                            |
| Larry Bird              | 3       | 1983-84, 1984-85, 1985-86                            |
| Magic Johnson           | 3       | 1986-87, 1988-89, 1989-90                            |
| Nikola Jokić            | 3       | 2020-21, 2021-22, 2023-24                            |
| Bob Pettit              | 2       | 1955-56, 1958-59                                     |
| Karl Malone             | 2       | 1996-97, 1998-99                                     |
| Tim Duncan              | 2       | 2001-02, 2002-03                                     |
| Steve Nash              | 2       | 2004-05, 2005-06                                     |
| Stephen Curry           | 2       | 2014-15, 2015-16                                     |
| Giannis Antetokounmpo   | 2       | 2018-19, 2019-20                                     |
| Bob Cousy               | 1       | 1956-57                                              |
| Oscar Robertson         | 1       | 1963-64                                              |
| Wes Unseld              | 1       | 1968-69                                              |
| Willis Reed             | 1       | 1969-70                                              |
| Dave Cowens             | 1       | 1972-73                                              |
| Bob McAdoo              | 1       | 1974-75                                              |
| Bill Walton             | 1       | 1977-78                                              |
| Julius Erving           | 1       | 1980-81                                              |
| Charles Barkley         | 1       | 1992-93                                              |
| Hakeem Olajuwon         | 1       | 1993-94                                              |
| David Robinson          | 1       | 1994-95                                              |
| Shaquille O'Neal        | 1       | 1999-00                                              |
| Allen Iverson           | 1       | 2000-01                                              |
| Kevin Garnett           | 1       | 2003-04                                              |
| Dirk Nowitzki           | 1       | 2006-07                                              |
| Kobe Bryant             | 1       | 2007-08                                              |
| Derrick Rose            | 1       | 2010-11                                              |
| Kevin Durant            | 1       | 2013-14                                              |
| Russell Westbrook       | 1       | 2016-17                                              |
| James Harden            | 1       | 2017-18                                              |
| Joel Embiid             | 1       | 2022-23                                              |
| Shai Gilgeous-Alexander | 1       | 2024-25                                              |

## Más galardones
| N.º | Jugador               |
| --- | --------------------- |
| 6   | Kareem Abdul-Jabbar   |
| 5   | Michael Jordan        |
| 5   | Bill Russell          |
| 4   | Wilt Chamberlain      |
| 4   | LeBron James          |
| 3   | Larry Bird            |
| 3   | Magic Johnson         |
| 3   | Moses Malone          |
| 3   | Nikola Jokić          |
| 2   | Tim Duncan            |
| 2   | Karl Malone           |
| 2   | Steve Nash            |
| 2   | Bob Pettit            |
| 2   | Stephen Curry         |
| 2   | Giannis Antetokounmpo |

| N.º | Equipo                 |
| --- | ---------------------- |
| 10  | Boston Celtics         |
| 8   | Los Angeles Lakers     |
| 7   | Philadelphia 76ers     |
| 6   | Chicago Bulls          |
| 5   | Milwaukee Bucks        |
| 4   | Houston Rockets        |
| 3   | San Antonio Spurs      |
| 3   | Phoenix Suns           |
| 3   | Golden State Warriors  |
| 3   | Denver Nuggets         |
| 3   | Oklahoma City Thunder  |
| 2   | Atlanta Hawks          |
| 2   | Utah Jazz              |
| 2   | Cleveland Cavaliers    |
| 2   | Miami Heat             |
| 1   | Sacramento Kings       |
| 1   | Washington Wizards     |
| 1   | New York Knicks        |
| 1   | Los Angeles Clippers   |
| 1   | Portland Trail Blazers |
| 1   | Minnesota Timberwolves |
| 1   | Dallas Mavericks       |